# Uzumaki (Film)
Uzumaki (jap. 渦巻; dt. Spirale), auch unter dem Verweistitel Uzumaki – Out of this world bekannt, ist ein japanischer Horrorfilm aus dem Jahr 2000, der auf der Manga-Serie Uzumaki – Spiral Into Horror von Junji Itō basiert. Die Regie des Body-Horror-Films führte Higuchinsky, das Drehbuch schrieben Takao Nitta und Chika Yasuo.
Als Vorlage diente die japanische Manga-Serie Uzumaki – Spiral Into Horror (1998–99) von Junji Itō, an der sich unter anderem die Abläufe der körperlichen Veränderungen orientierten.

## Handlung
In der japanischen Kleinstadt Kurouzu (黒渦; wörtlich: „schwarzer Wirbel“) lebt die Schülerin Kirie, die von einem mysteriösen Wind getroffen wird. Erst nach und nach nimmt Kirie in dem Ort geheimnisvolle Veränderungen wahr. Der Vater ihres besten Freundes entwickelt eine Obsession für Spiralen. Er filmt alles, was nach Spiralen aussieht, sammelt bzw. klaut alle spiralförmigen Gegenstände und schreit seine Frau an, wenn das spiralförmige Essen ausgeht.
Unterdessen erscheint ein Schüler, von dem die Mitschüler sagen, er bewege sich inzwischen nur noch im Schneckentempo, mit Schleim überdeckt verspätet im Unterricht, ein weiterer fällt durch das Treppenhaus und liegt tot auf einem spiralförmigen Boden, während die Haare einer Schülerin unnatürlich schnell wachsen und sich kräuseln. Der erwähnte Vater schließt sich im Wäschetrockner ein und wird als tote Spirale aufgefunden – seine Frau entwickelt daraufhin eine Spiralen-Phobie und entledigt sich ihrer spiralförmigen Körperteile.
Ein Journalist versucht die Ursachen der Veränderungen herauszufinden und stößt dabei auf eine Legende in Verbindung mit einem Drachen oder Wurm, der in dem See, an dem das Dorf liegt, hausen soll – doch bevor er Genaueres erfährt, stirbt auch er. Als in der Folge sämtliche Protagonisten sterben, wechselt die Perspektive – bisher war es weitgehend Kiries Sicht: Angereiste Reporter berichten abschließend, wie alle Bewohner entweder als Spiralen sterben oder sich in Schnecken verwandeln und Häuser hochkriechen.

## Produktion und Veröffentlichung
Der Film entstand beim Studio Omega Micott und war das Kinofilmdebüt für Regisseur Higuchinsky (Akihiro Higuchi). Verantwortliche Produzenten waren Sumiji Miyake, Dai Miyazaki, Mitsuru Kurosawa und Toyoyuki Yokohama. Die Kamera führte Gen Kobayashi. Der Titelsong „Raven“ stammt von der Band Do As Infinity und die Musik stammt von Keiichi Suzuki und Tetsurō Kashibuchi. Uzumaki lief am 11. Februar 2000 in den japanischen Kinos an.
Da der Film gedreht wurde, bevor die Manga-Serie Uzumaki – Spiral Into Horror vollständig vollendet worden war, haben Comic und Film unterschiedliche Enden.
Der Film wurde auf Deutsch am 13. September 2001 von Rapid Eye Movies veröffentlicht und kam am 22. November 2004 auf DVD heraus. In Hongkong erschien der Film unter dem Titel „Vortex“.

## Rezeption
In der Zeitschrift AnimaniA wurde der Film als gelungene Umsetzung der Manga-Vorlage beschrieben, die durch die Inszenierung im stetigen Halbdunkel die unheimliche Atmosphäre der Vorlage bewahren kann. Die Hauptdarstellerin Eriko Hatsune, die erstmals in einer Hauptrolle und einem Kinofilm zu sehen war, spreche jedoch oft monoton und gestikuliere zu stark. Dennoch trügen diese Schwächen dazu bei, die halb-unwirkliche Atmosphäre zu verstärken. Jörg Gerle schrieb im Filmdienst und im Lexikon des internationalen Films, es handele sich um einen „kontemplativen Horrorfilm“. Das Bedrohliche werde als „nihilistische Gegebenheit des Alltags darstellt“. Der auch „drastische Szenen“ aufweisende Film sei „eine durchaus ernsthafte, formal überzeugende Reflexion“. In der Berliner Zeitung resümierte Michael Kohler, Uzumaki sei eine „Metapher für ein ebenso unbestimmtes wie existenzielles Schwindelgefühl“. Die gewollte „inszenatorische Sprödheit“ habe allerdings die verlockende Grundidee an ihrer Ausführung behindert.